# Банер, Дитрих
Кристиан Эрнст Дитрих Банер (нем. Christian Ernst Dietrich Bahner; 18 сентября 1913, Оберлунгвиц — 11 марта 1987, Аугсбург) — немецкий предприниматель и политик, глава обувной компании Leiser Handelsgesellschaft mbH. В 1967—1970 — председатель баварской организации СвДП. Возглавлял небольшие национал-либеральные партии. В 1975—1978 руководил правоконсервативным политическим проектом Сообщество действий — Четвёртая партия.

## Происхождение
Родился в буржуазной семье. Эрнст Банер, отец Дитриха Банера, был крупным предпринимателем чулочно-носочного кластера. Вильгельм Банер, дядя Дитриха Банера, в кайзеровской Германии был консервативным политиком, депутатом ландтага Саксонии.
С 1933 года Дитрих Банер работал в системе обувных магазинов Leiser-Schuhläden, которая принадлежала еврейскому коммерсанту Юлиусу Клаузнеру. В 1936 году Клаузнер, дабы избежать принудительной «ариизации» своей собственности нацистским режимом, ввёл отца и сына Банеров в совладельцы предприятия. Вскоре, получив от них денежную долю, он эмигрировал из Германии. Так Дитрих Банер стал предпринимателем обувного кластера.

## Бизнес
Значительная часть магазинов Leiser была разрушена во время Второй мировой войны. Остаток активов Дитрих Банер сумел продать и с миллионом рейхсмарок в рюкзаке перебрался из Саксонии в Баварию. Обосновался в Аугсбурге, где организовал производства шёлковых чулок и кожаной обуви на фабрике Wessels GmbH.
В 1947 году Юлиус Клаузнер выдвинул финансовые претензии, называя любые приобретения от «ариизации» «эсэсовским гангстеризмом». Банер вынужден был выплатить Клаузнеру компенсацию за потери.
После этого Банер на правах полного собственника учредил компанию Leiser-Werke. В 1952 году он приобрёл обувную фирму Dorndorf Schuhfabrik GmbH & Co. KG, в 1960 — HAKO Schuh AG, в 1970 выкупил акции потомков Клаузнера. Возникла бизнес-система Leiser Handelsgesellschaft mbH, включающая обувные и текстильные производства, систему химчисток и банк с ежегодным оборотом в 100 миллионов марок.

## Политика
Семейство Банер поддерживало связи с праволиберальными политиками Теодором Хейссом и Фридрихом Науманом. Под их влиянием в 1946 году Дитрих Банер вступил в СвДП. Занимал партийные должности в Швабии и Баварии. В 1967 году Банер возглавил баварскую организацию СвДП. Проводил правый политический курс, требовал подчинить либерализм национальным интересам, предостерегал против марксистских экспериментов, осуждал все виды диктатуры на немецкой земле (по смыслу это прежде всего касалось ГДР).
С конца 1960-х под председательством Вальтера Шееля в политике СвДП обозначился левый уклон. Партийные позиции Банера оказались подорваны, в 1970 он оставил пост в баварской парторганизации. Представители правого крыла либералов, в том числе Банер, вышли из партии и в июне 1971 года создали Национал-либеральное действие (NLA). Однако уже в сентябре он вышел из NLA и с группой единомышленников учредил Немецкий союз.
К середине 1970-х Дитрих Банер политически эволюционировал вправо, от национал-либерализма к консерватизму. 18 октября 1975 он председательствовал на учредительном собрании Сообщество действий — Четвёртая партия (AVP). Эта политическая структура считалась проектом лидера правых сил ФРГ — председателя ХСС и главы правительства Баварии Франца Йозефа Штрауса. Политику новой партии Банер ориентировал на тесное сотрудничество с ХСС.
Дитрих Банер вложил в партийный проект 1,8 миллиона марок, однако AVP не достигла электорального успеха. С 1977 года Банер отошёл от политики, сосредоточившись на предпринимательстве.
Был награждён офицерским крестом ордена «За заслуги перед ФРГ»

## Кончина
Скончался Дитрих Банер в возрасте 73 лет. Leiser Handelsgesellschaft mbH до 1992 года управлял его сын Кристиан Баннер, погибший в результате несчастного случая. Затем руководство компанией перешло к вдове Сусанне Баннер и сыну Томасу Баннеру.
С 2010 года финансовые трудности привели компанию на грань банкротства, после чего активы приобрела фирма Josef Seibel.

## Семья
Дитрих Банер был женат, имел трёх сыновей. Его жена Сусанна — известный предприниматель, награждена медалью за заслуги перед экономикой Баварии. Сыновья Кристиан (погиб в 1992) и Томас — предприниматели.
Дитрих Банер-младший, сын Дитриха Банера, был известным политиком ХДС, депутатом западноберлинского парламента и бундестага ФРГ.
Кевин Банер, внук Дитриха Банера, известен как автодилер.